# O Século
O Século (însemnând Secolul în traducere în limba română) a fost un cotidian portughez publicat în Lisabona (Portugalia) din 1881 până în 1977.

## Istoria și profilul
O Século a fost publicat prima dată pe 4 ianuarie 1881. Fondatorul său a fost Sebastiao de Magalhães Lima, care a studiat dreptul la Universitatea din Coimbra. Ziarul fondat de el a fost un cotidian major al Portugaliei și un mare rival al cotidianului Diário de Notícias.
O Século a fost deținut de Sociedade Nacional de Tipografia înainte de Revoluția Garoafelor din 1974. Ziarul și-a încetat apariția pe 3 februarie 1977.